# 翅膀
翅膀亦称翼，为鸟与昆虫等动物用来飞行的器官。在現代，许多机械物件也會使用翅膀飞翔，例如航天飞机及飞机等。

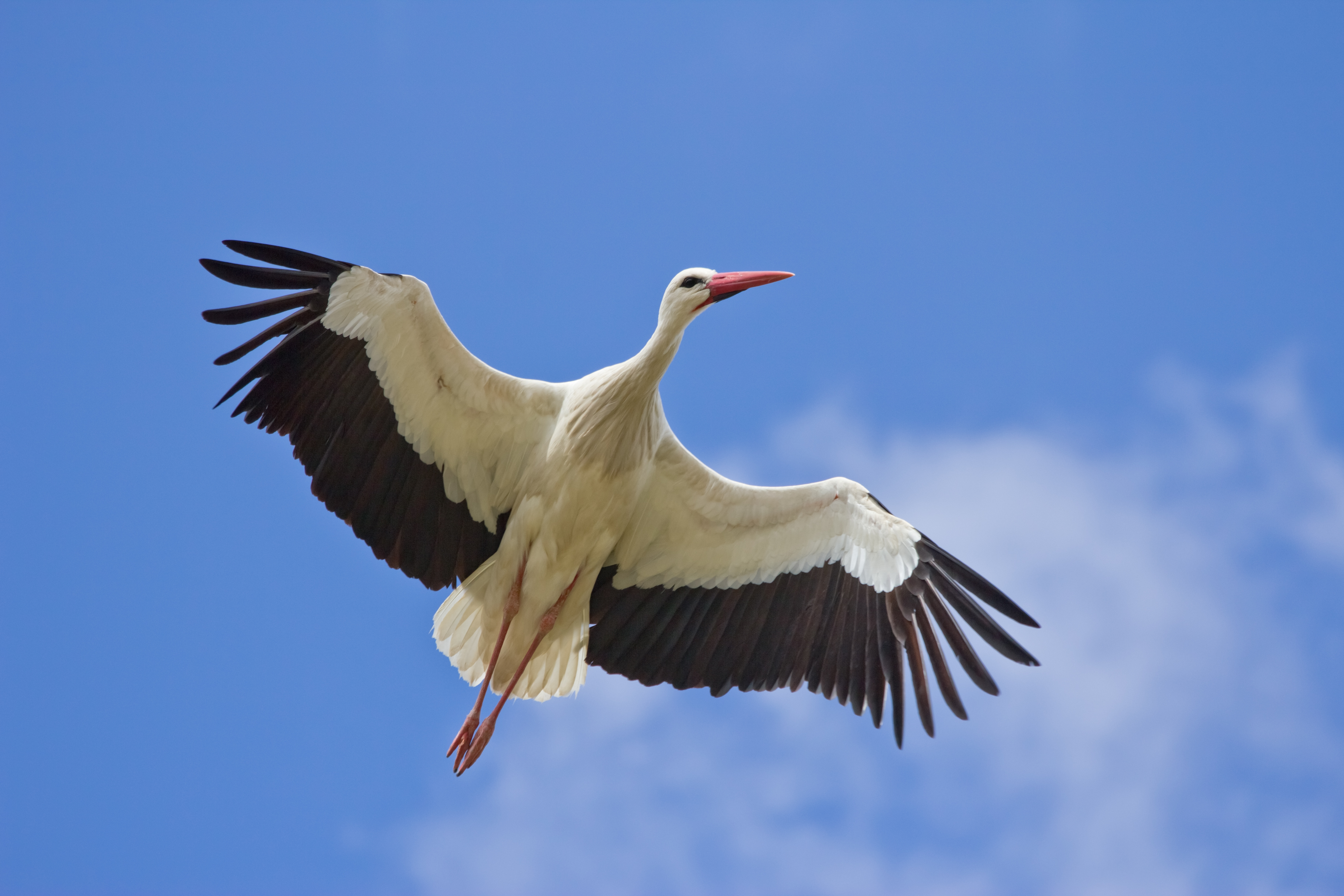
鸟的翅膀
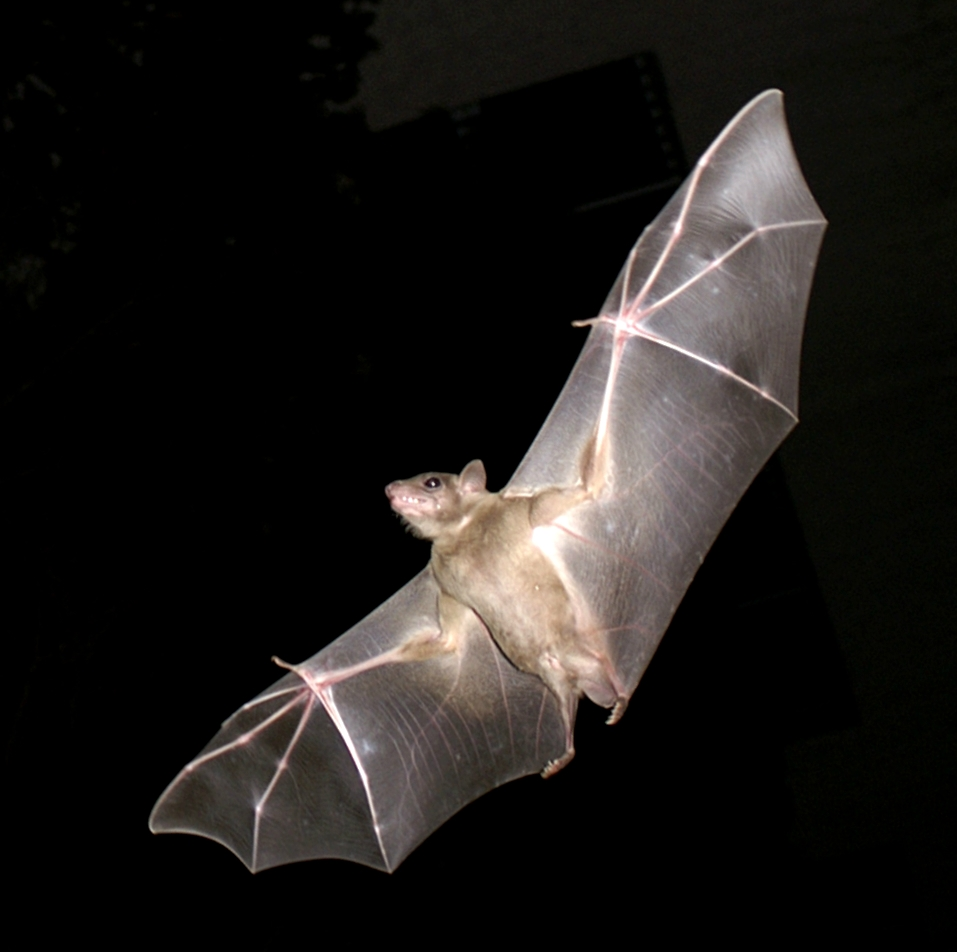
蝙蝠的翅膀
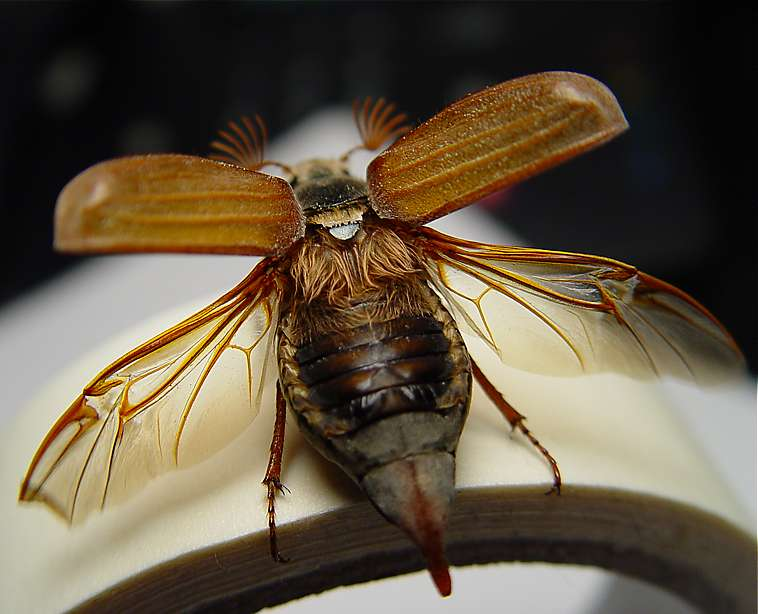
昆虫的翅膀
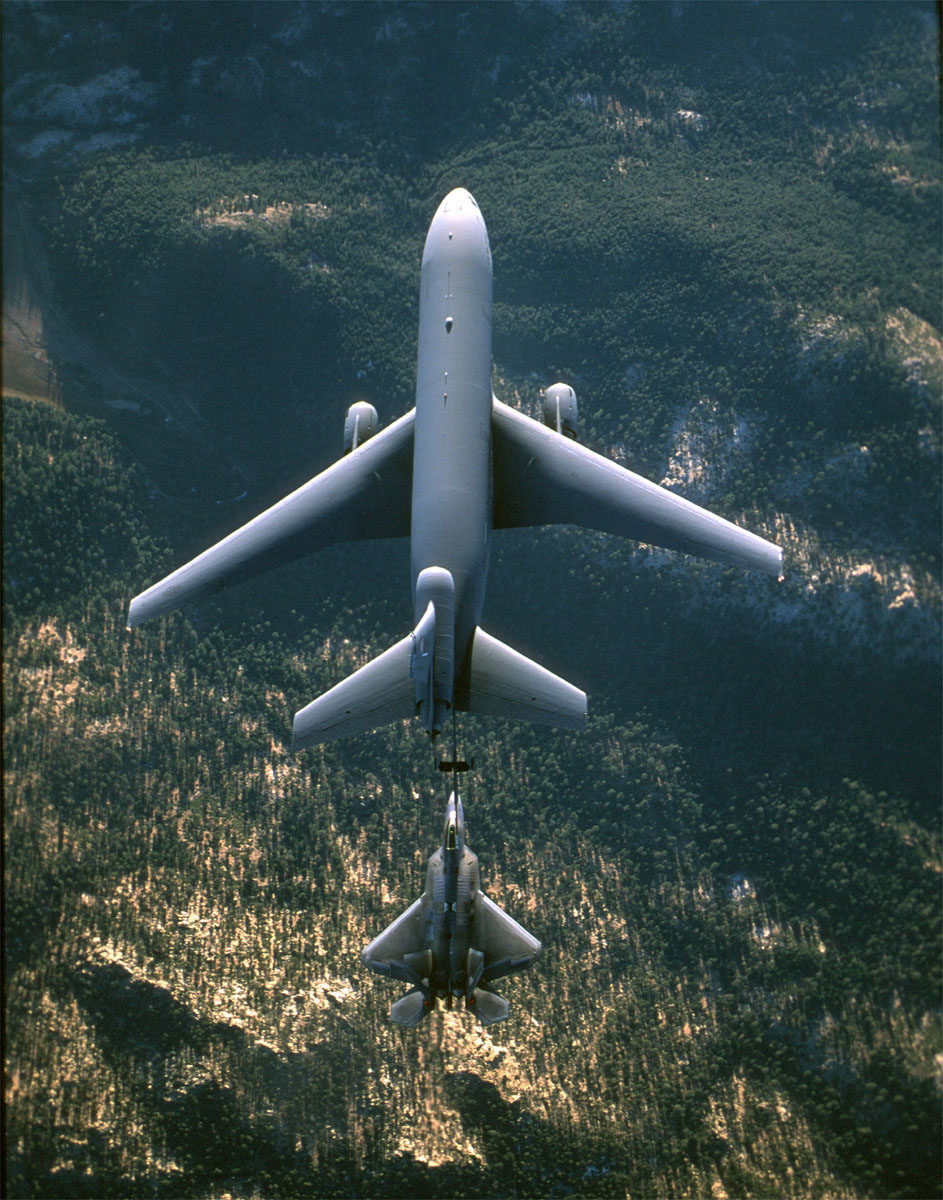
飞机的翅膀

## 動物的翅膀

### 鸟的翅膀
鸟的翅膀是其飞翔的主要结构，翅膀外面覆盖硬羽，其特性适于飞行。翅膀的形状由羽毛决定，使鸟能够飞行。羽毛上下拍动可以形成推动力（或阻力）以飞行。不同的鸟有着不同的翅膀类型，飞行速度高的鸟类翅膀类型一般为半月形，飞行空间较小的鸟翅膀一般有小的空隙以减轻重量。

## 滑行
翅膀也可以用于滑行，于鸟类，如海鸥翅膀较长、较窄、较平，羽毛间没有空隙以便于长期滑翔。曾有人录得一海鸥滑行45分钟之久。现代科技可有滑行飞机等类型，易于滑行。

## 古代以及神話
于古亚洲以及欧洲，有人多次尝试使用翅膀于高处坠下滑行，以便飞行。但大多数人因此而亡。有人尝试使用火药和翅膀以提供力量飞行，但因为火药调配不适而爆炸致死。神话中，翅膀是飞腾的象征。

## 相关
- 昆虫
- 飞机

- 機翼
- 撲翼機